# Achatocarpus nigricans
Achatocarpus nigricans là một loài thực vật có hoa trong họ Achatocarpaceae. Loài này được Triana mô tả khoa học đầu tiên năm 1858.